# Ámame una vez más
«Ámame una vez más» (también subtitulada como «La última luna») es una canción interpretada por la cantante argentinomexicana Amanda Miguel de su álbum de estudio de 1996 del mismo nombre. Fue coescrita por Anahí (que no debe confundirse con la integrante de RBD del mismo nombre) y producida por su esposo Diego Verdaguer. El álbum marcó el regreso de Miguel después de una pausa de más de cinco años. La canción ganó el Premio Billboard de la Música Latina a la Canción Pop Latina del Año en 1997 y fue reconocida como una de las canciones galardonadas en los Premios Latinos ASCAP del mismo año. También fue nominada a Canción Pop del Año en la 8.ª edición de los Premios Lo Nuestro en 1997.

## Listas

### Listas semanales
| Lista (1996)                       | Mejor posicion |
| ---------------------------------- | -------------- |
| Estados Unidos (Hot Latin Songs)   | 3              |
| Estados Unidos (Latin Pop Airplay) | 1              |

### Listas de fin de año
| Lista (1996)                   | Posicion |
| ------------------------------ | -------- |
| US Hot Latin Songs (Billboard) | 26       |
| US Latin Pop Songs (Billboard) | 3        |

## References
1. ↑  Fans Amanda Miguel y Diego Verdaguer (11 de abril de 2022), Amanda Miguel cuenta la Historia de "Ámame Una Vez Más", consultado el 18 de agosto de 2025.
2. ↑  Ámame una Vez Más - Amanda Miguel | Album | AllMusic (en inglés), consultado el 18 de agosto de 2025.
3. ↑  Reséndiz, Héctor (2 de noviembre de 1996). «Reviews 💾». Cash Box.
4. ↑  Inc, Nielsen Business Media (3 de mayo de 1997). "The Winners Are... Billboard Latin Music Awardees Represent The Best Of The Industry" (en inglés). Nielsen Business Media, Inc. Consultado el 18 de agosto de 2025.
5. ↑  Inc, Nielsen Business Media (20 de septiembre de 1997). "ASCAP congratulates the winners of the fifth annual El Premio Ascap 1997" (en inglés). Nielsen Business Media, Inc. Consultado el 18 de agosto de 2025.
6. ↑  «"Univision Announces The Nominees For The Most Distinguished Awards In Spanish-Language Music: 'Premio Lo Nuestro A La Musica Latina'"». archive.ph. Archivado desde el original el 8 de septiembre de 2022. Consultado el 18 de agosto de 2025.
7. ↑  «Amanda Miguel - Chart History (Hot Latin Songs)». Billboard (en inglés). Consultado el 20 March 2021.
8. ↑  «Amanda Miguel - Chart History (Latin Pop Airplay)». Billboard (en inglés). Consultado el 20 March 2021.
9. 1 2  «1996: The Year in Music». Billboard (Nielsen Business Media) 108 (52): YE-64, 68. 28 December 1996. ISSN 0006-2510. Consultado el 26 September 2016.

- Datos: Q135901963